# Chery Jaguar Land Rover
Chery Jaguar Land Rover (chiń. upr. 奇瑞捷豹路虎) – chińsko-brytyjski producent samochodów w ramach spółki joint venture, z siedzibą w Changshu, założonej w 2012 roku. Należy do koncernów: chińskiego Chery Automobile i brytyjskiego Jaguar Land Rover.

## Historia
W sierpniu 2010 roku indyjski koncern Tata Motors, właściciel marek Jaguar i Land Rover, podjął się pierwszych rozmów z Chery Automobile w celu rozpoczęcia produkcji tych samochodów w Chinach. Współpraca ta ostatecznie zmaterializowała się w marcu 2012 roku, kiedy to Chery porozumiało się w powstałym w międzyczasie JLR w celu utworzenia spółki joint venture Chery Jaguar Land Rover. Spółka rozpoczęła działalność w listopadzie tego samego roku, inicjując budowę lokalnych zakładów produkcyjnych stanowiących odpowiedź na rosnącą popularność samochodów brytyjskich marek na przełomie pierwszej i drugiej dekady XXI wieku.
Fabryka chińsko-brytyjskiej spółki została ukończona w październiku 2014 roku, a lokalna produkcja Land Rovera Discovery Sport, pierwszego modelu, rozpoczęła się rok później - w październiku 2015. W latach 2016-2017 fabryka w Changsha poszerzyła portfolio wytwarzanych modeli także o lokalne, wydłużone warianty sedanów Jagurara: XFL i XEL, w 2018 o crossovera E-Pace, a w 2021 roku - ponownie o wydłużony na lokalne potrzeby wariant Range Rovera Evoque.
W czerwcu 2024 spółka Chery Jaguar Land Rover poinformowała o planach przywrócenia do użytku nazwy "Freelander", którą przed dekadą nosił model Land Rovera. Tym razem nazwano tak odrębną markę elektrycznych SUV-ów produkowanych przez chińsko-brytyjską półkę na potrzeby rynku lokalnego, a także na eksport.

## Modele samochodów

### Obecnie produkowane

#### Jaguar
- Jaguar XFL (od 2016)
- Jaguar XEL (od 2017)
- Jaguar E-Pace (od 2018)

#### Land Rover
- Land Rover Discovery Sport (od 2015)
- Range Rover Evoque L (od 2021)

#### Freelander
- Freelander E0V (od 2025)

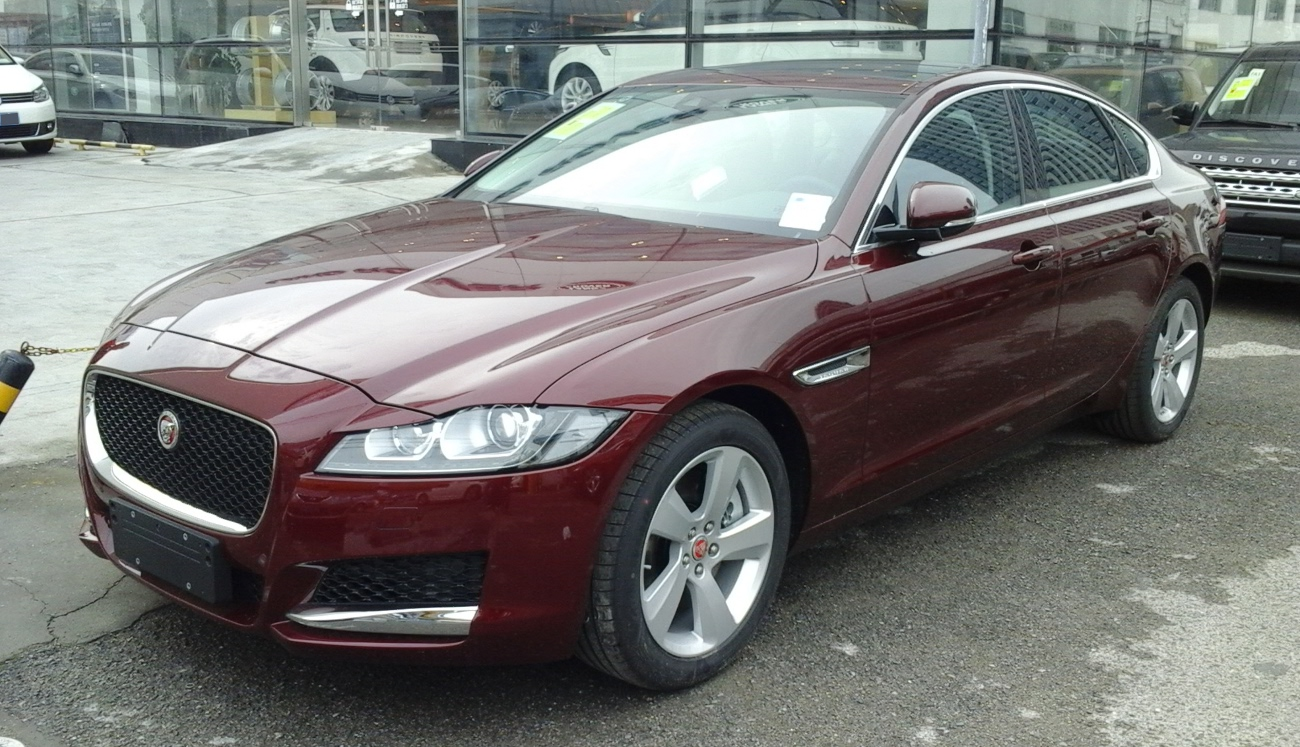
Jaguar XFL (2016)
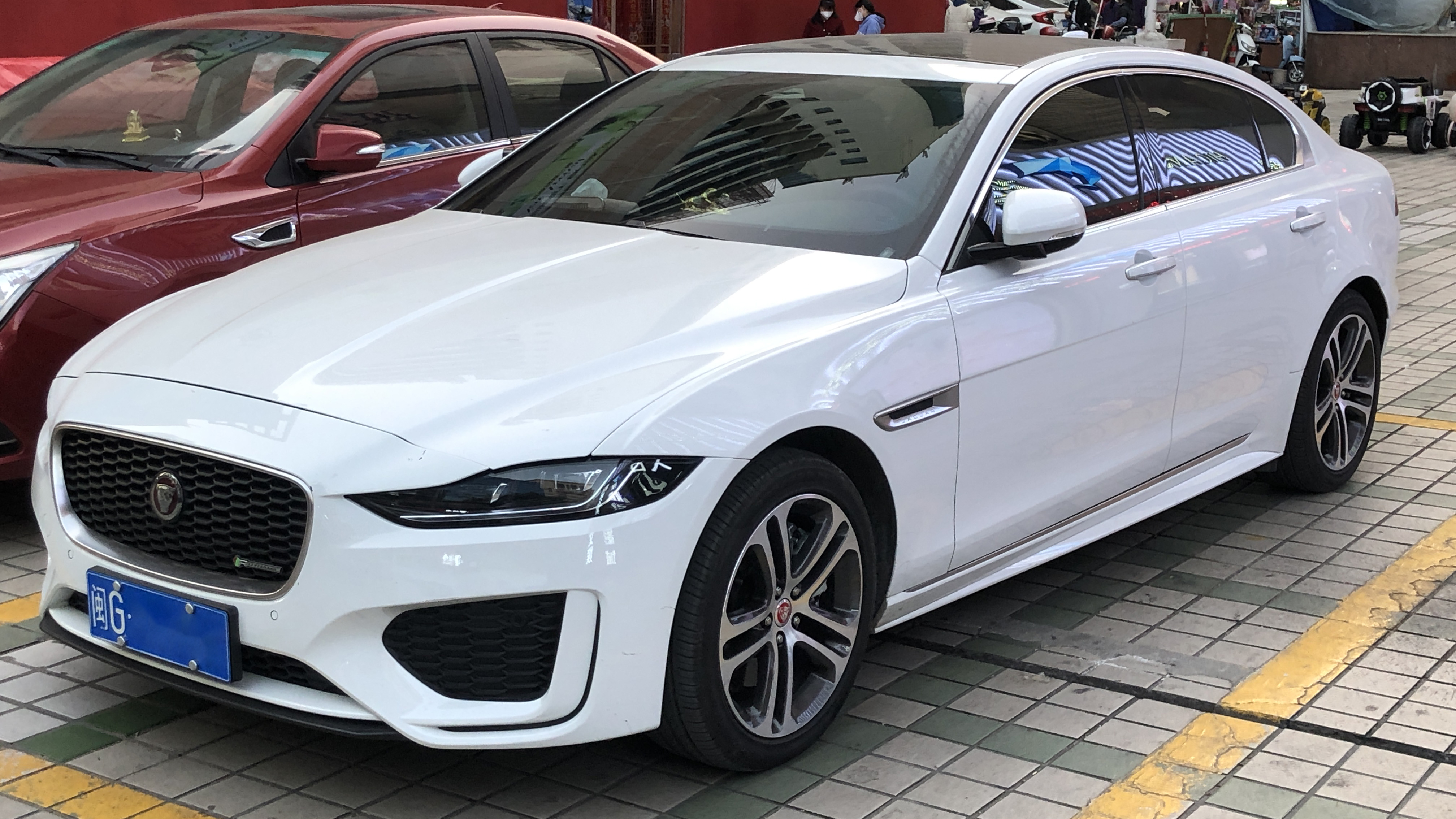
Jaguar XEL (2019)
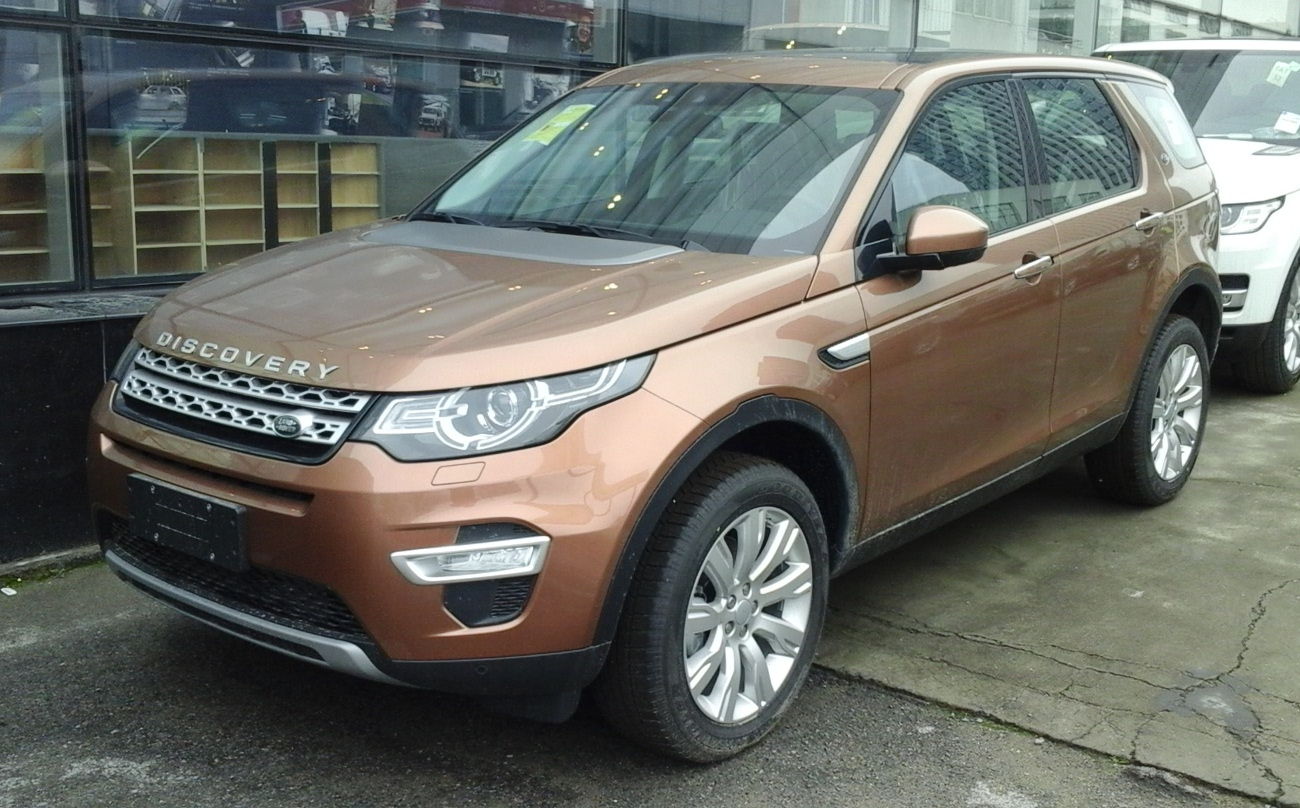
Land Rover Discovery Sport (2016)
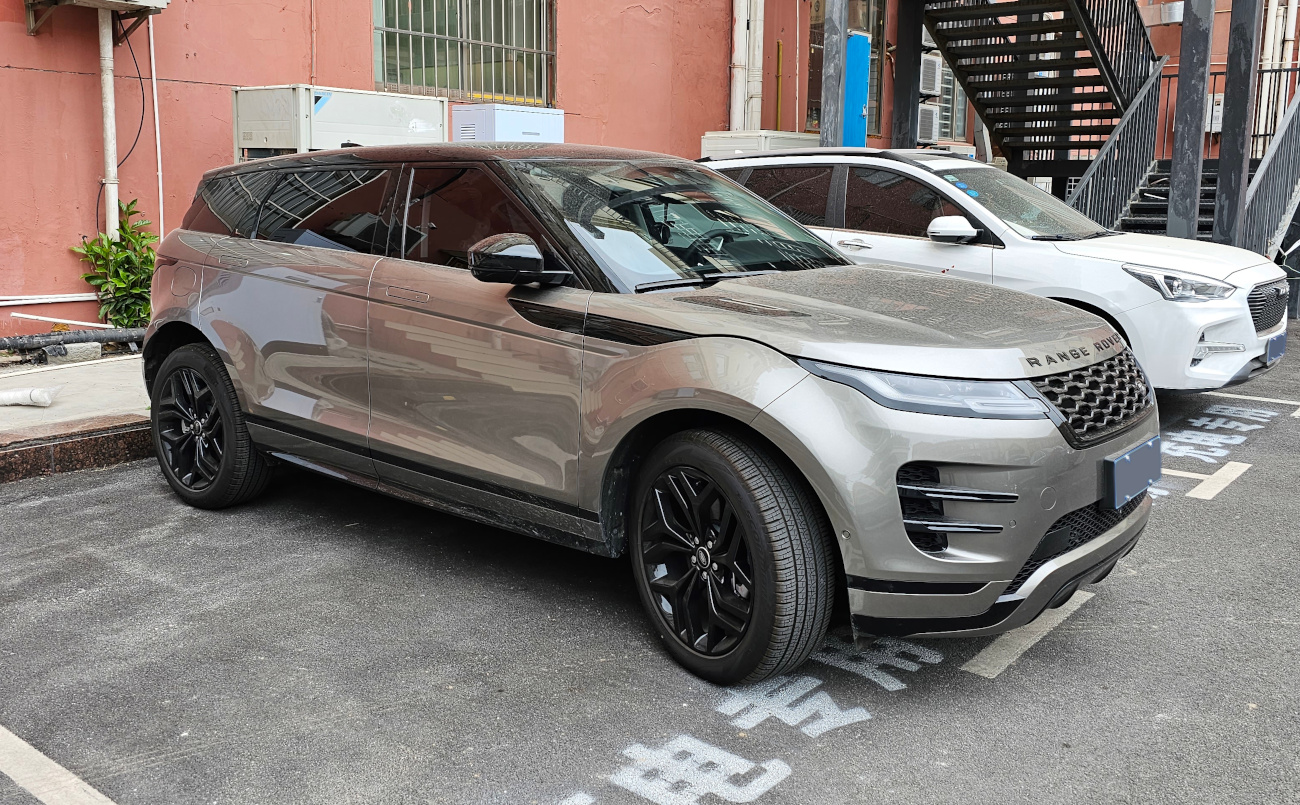
Range Rover Evoque L (2021)